# مارتن ريتشارد هوفمان
مارتن ريتشارد هوفمان (بالإنجليزية: Martin Richard Hoffmann)‏ هو سياسي أمريكي، ولد في 20 أبريل 1932 في الولايات المتحدة، وتوفي في 14 يوليو 2014 في الولايات المتحدة بسبب سرطان. حزبياً، نشط في الحزب الجمهوري. وقد انتخب وزير الجيش الأمريكي ‏.